# 騒音 (映画)
『騒音』（そうおん）は、2015年の日本映画。関根勤初監督作品。2015年5月23日に公開された。
キャッチコピーは「地底人がやって来る ヤ”ァ!ヤ”ァ!ヤ”ァ!」。

## 概要
再開発が進む東京都S区。その地下破壊活動に怒り人間を襲い始めた「地底人」に、5人の中年オヤジが立ち向かう姿を描いたコメディ映画。本作品は、関根がMCを務めるチャンネルNECO「映画ちゃん」の企画に端を発しており、「関根勤100周年(生誕60年＋芸能生活40周年)記念映画」を銘打っている。本編には『悪魔の毒々モンスター』『生きる』『フルメタル・ジャケット』『イングロリアス・バスターズ』『CSI:科学捜査班』など、関根の大好きな映画・ドラマのオマージュを100個盛り込んだという。

## あらすじ
かつて宿場町として栄え、現在は大規模な再開発の熱気に包まれる東京都S区。その平和な街に突如、開発による人間の地下破壊活動に怒ったモンスター「地底人」が現れる。闇に紛れ有毒ガスを吐きながらS区民を襲う地底人。人類に抵抗する術はないと思われたが、襲われた者の中に有毒ガスに耐性を持つ人間がいることが判明。それは家庭や職場から虐げられる日々を送っていた五人の冴えない中年オヤジだった。S区長は彼らを集めて戦闘部隊を編成し、地底人との徹底抗戦を決断する。ここに中年オヤジと地底人の戦いが始まった。

## キャスト
役名は公式パンフレットに準拠。
| - 淡路ひろし - 温水洋一 - 五社勇 - 村松利史 - 河村州剛 - 酒井敏也 - 日陰滋味男 - 飯尾和樹（ずん） - 岩井 - 岩井ジョニ男（イワイガワ） - 淡路エミ - YOU - 淡路マリエ - 関根麻里 - 淡路マリナ - 廣田あいか（私立恵比寿中学） - S区長・山咲トヨ子 - 今井久美子 - 区民課職員・腹田黒也 - 天野ひろゆき（キャイ〜ン） - S区立大学教授・土屋つちを - ウド鈴木（キャイ～ン） - 捕らえられた地底人♂（色白美男子）- 忍成修吾 - 捕らえられた地底人♀（色白グランドキャニオン）- 葉加瀬マイ - 特別名誉教官の息子 - 新田真剣佑 - 地底人過激派リーダー・カブト - 弓削智久 - 頭の悪い政府高官・高橋 - やす（ずん） - 頼れる政府職員 - 平子悟（エネルギー） - 頼りない政府職員 - 森一弥（エネルギー） - ネット好きオンナ嫌い職員 - 井川修司（イワイガワ） - 生真面目政府職員 - 伊佐陶太 - やけに作業着が似合う工事現場主任 - 川合鉄平 - 妄想内歌手 - 江口直人（どぶろっく） - 妄想内歌手 - 森慎太郎（どぶろっく） - スケボー巨体男 - 阿見201（デコボコ団） - スケボー小柄男 - 上原圭太（デコボコ団） - こだわりのラーメン屋店主 - マキタスポーツ - 夜間外出禁止なのに散歩していて地底人に襲われたが固まらなかった雰囲気だけはある男（バツイチ独身）- 剛州 - 官房長官・伊達 - 鈴木晋介 - M男 - ラッキィ池田 - 映画評論家 - 有村昆 - サブカルチャー第一人者 - みうらじゅん - 筋トレ長官 - 富田美穂 - ヨーグルト好きOLえいこ - 中村英香 - 給湯室にパンツを干しているOLたかこ - 西田たか子 - ランニング教官 - 林宏美 - カポエラ教官 - アマンダ - 男性経験無しOLまりこ - 梶原麻莉子 - 検査ナース - 曽田茉莉江 - 財前の助手ナース - 萌木七海 - 昔 さわやかだった警備員 - 玉寄兼一郎 | - 岩井を叱る上司 - 坂本一敏 - 気持ち悪いのぞき魔 - しゅくはじめ - ラーメンにケチャップをかける男 - アキラノガミ - 検査の途中に倒れるシケ面オヤジ - 有川周壱 - 居酒屋の客（温泉施設行きたい派）- 泉田珠華 - 居酒屋の客（シティ情報通）- 右手愛美 - 襲われるバカップル - 瀧上伸一郎（流れ星） - 襲われるバカップル - 中村愛 - 大阪支社・大竹部長 - 明石家さんま - タモリ - タモリ - 「集中!集中!」男 - 花香よしあき - やられる警官 - 内田岳志 - 監視する警官 - 川村亮介 - S区民 - 小島ちはる - S区民 - 畠山智妃 - S区民 - 萩原和佳奈 - 地底人過激派副リーダー - 錦織聡 - 地底人過激派副リーダー補 - 三宅克幸 - 地底人過激派副リーダー代理 - 横山真史 - 格闘技好き高校生カップル - 田中凛 - 格闘技好き高校生カップル - 鈴木晃平 - S区ケーブルテレビキャスター - 浅井裕美子 - 地底人過激派メンバー - 宮田博一 - 地底人過激派メンバー - 高橋暁 - 地底人過激派メンバー - 翁長卓 - 地底人過激派メンバー - 大森亘涼 - 地底人過激派メンバー - 福島悠介 - 地底人過激派メンバー - 古田拓也 - 地底人過激派メンバー - 佐藤慶也 - 地底人過激派メンバー - 近藤桂輔 - 地底人過激派メンバー - 湯川友佑 - 語り - 山寺宏一 - 教官長・大岩 - 渡辺哲 - 医師・財前 - 関根勤 - S区科学班チーフ - 小堺一機 - 謎の男 - 車だん吉 - 地底女王陛下・ツチザベス - 戸田恵子 - 特別名誉教官 - 千葉真一 |

## スタッフ
| - 監督 - 関根勤 - 脚本 - 舘川範雄 - 製作 - 浅井良二、平体雄二、小幡久美 - エグゼクティブ・プロデューサー - 川岸咨鴻 - プロデューサー - 平体雄二、中里慶 - 音楽 - 門司肇 - 撮影 - 松井宏樹 - 照明 - 高坂俊秀 - 録音 - 古谷正志 - 美術 - 柴田博英 - 衣装 - 宮本まさ江 | - ヘアメイク - 金森恵 - 特殊美術 - 新谷尚之 - アクション - 中村嘉夫 - 編集 - 田村友一 - 助監督 - 松本壇 - 制作担当 - 中川聡子 - 企画 - 浅井企画 - 制作プロダクション - スタジオブルー - 配給・宣伝 - スールキートス - 宣伝 - エレクトロ89 - 製作 - 騒音組合 |

## 主題歌
「テカる星屑達」
- 作詞・作曲 - 江口直人
- 編曲 - 樋口太陽
- 歌 - どぶろっく（テイチクレコード）

「テカる星屑達」PV - 2015年5月14日公開。脚本の舘川が監督を務めた。「ベルリン・天使の詩」をオマージュしているという。
- キャスト
  - 男 - 剛州
  - 天使 - どぶろっく
  - バーテンダー - 横山大輔
- スタッフ
  - 監督 - 舘川範雄
  - プロデューサー - 古川浩史、平体雄二、中里慶
  - 撮影 - 松井宏樹
  - 照明 - 上田謙太郎
  - 衣装 - 神恵美
  - メイク - 竹下涼
  - 助監督 - 加藤文明
  - 制作担当 - 大川伸介
  - 編集 - 田村友一
  - 音響効果 - 田中俊
  - スタジオエンジニア - 小川沙織
  - オンライン - 小檀利朗
  - DIT - 高木規宏
  - ラインプロデューサー - 瀬島翔
  - 制作プロダクション - スタジオブルー

## マナーCM
2015年4月20日公開。本作の出演者を起用し劇場でのマナーを啓発するCMで、関根が監督を務めている。メイキングが「映画ちゃん」#117（2015年3月15日放送）で紹介された。
- キャスト
  - 淡路ひろし - 温水洋一
  - 五社勇 - 村松利史
  - 河村州剛 - 酒井敏也
  - 岩井 - 岩井ジョニ男
  - 日陰滋味男 - 飯尾和樹
  - 映画館の観客 - 森田悟（スパローズ）
  - 映画館の観客 - 大和一孝（スパローズ）
- スタッフ
  - 監督 - 関根勤

## 備考
- ロケは都内のほか静岡県御殿場市で行われた[11][12]。
- 2014年9月14日、本作は「第7回したまちコメディ映画祭in台東」においてワールドプレミア上映された。会場は上野・不忍池水上音楽堂。その際のタイトルは『騒音 THE FIVE OYAJI』であった[5] 。
- 本作の1年後を描いた舞台版スピンオフ、『S区の人々‐騒音その後‐』がカンコンキンシアター29「クドい!」（2015年8月7日 - 16日、東京グローブ座）で上演されている[13]。

## DVD
- 販売元は東映、発売元は東映ビデオ。2015年12月9日発売[14]。
- 映像特典
  - Documentary of 騒音
  - カンコンキンシアター29!『S区の人々‐騒音その後‐』
  - 私立恵比寿中学PVが出来るまで
  - 騒音妄想続編会議
  - 幻のデビュー作
  - 関根監督と主要キャスト 自ら宣伝車PR&ビラ配り
  - ワールドプレミア!したまちコメディ映画祭
  - 騒音ヒット祈願
  - 予告編集(山寺ver、山寺ハリウッドver、山寺アニメver、村松ver)
  - 劇場用マナーCM